# Diotrephes formosus
Diotrephes formosus är en tvåvingeart som beskrevs av Henry J. Reinhard 1964. Diotrephes formosus ingår i släktet Diotrephes och familjen parasitflugor. Inga underarter finns listade i Catalogue of Life.